# جان بدهام
جان بدهام (انگلیسی: John Badham؛ زادهٔ ۲۵ اوت ۱۹۳۹) یک کارگردان اهل ایالات متحده آمریکا است. وی از سال ۱۹۶۹ میلادی تاکنون مشغول فعالیت بوده‌است.

## فیلم شناسی در مقام کارگردان
- سفر همه ی ستاره های بینگو (۱۹۷۶)
- تب شب یکشنبه (۱۹۷۷)
- دراکولا (۱۹۷۹)
- زندگی به هر حال کیست؟ (فیلم ۱۹۸۱)
- رعد آبی (۱۹۸۳)
- بازی‌های جنگی (۱۹۸۴)
- بروشورهای آمریکایی (۱۹۸۵)
- اتصال کوتاه (۱۹۸۶)
- شرط بندی (۱۹۸۷)
- پرنده‌ای روی سیم (۱۹۹۰)
- راه سخت (۱۹۹۱)
- نقطه بی‌بازگشت (۱۹۹۳)
- یکی دیگر از اهداف (۱۹۹۳)
- منطقه فرود (۱۹۹۴)
- آخرین لحظه (۱۹۹۵)
- ناشناس (۱۹۹۷)
- برادران نگهبان (۲۰۰۲) - Brother's Keeper